# Civray-sur-Esves
Civray-sur-Esves ist eine französische Gemeinde mit 213 Einwohnern (Stand: 1. Januar 2022) im Département Indre-et-Loire in der Region Centre-Val de Loire; sie gehört zum Arrondissement Loches und zum Kanton Descartes. Die Einwohner werden Civraisiens genannt.

## Geographie
Civray-sur-Esves liegt etwa 38 Kilometer südlich von Tours am Fluss Esves und seinem Zufluss Ligoire, der die Gemeinde im Nordwesten begrenzt. Umgeben wird Civray-sur-Esves von den Nachbargemeinden Sepmes im Norden und Nordwesten, Bournan im Norden und Nordosten, Ligueil im Nordosten, Cussay im Osten und Südosten, Descartes im Süden sowie Marcé-sur-Esves im Westen.

## Bevölkerungsentwicklung
| Jahr                       | 1962 | 1968 | 1975 | 1982 | 1990 | 1999 | 2006 | 2013 |
| Einwohner                  | 285  | 266  | 217  | 167  | 189  | 202  | 193  | 213  |
| Quellen: Cassini und INSEE |      |      |      |      |      |      |      |      |

## Sehenswürdigkeiten

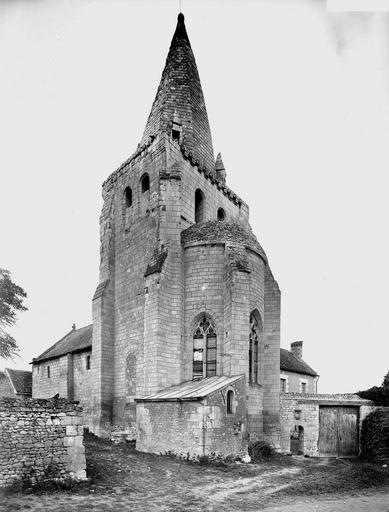
Kirche Saint-Remi

- Kirche Saint-Remi